# 岐阜シティ・タワー43

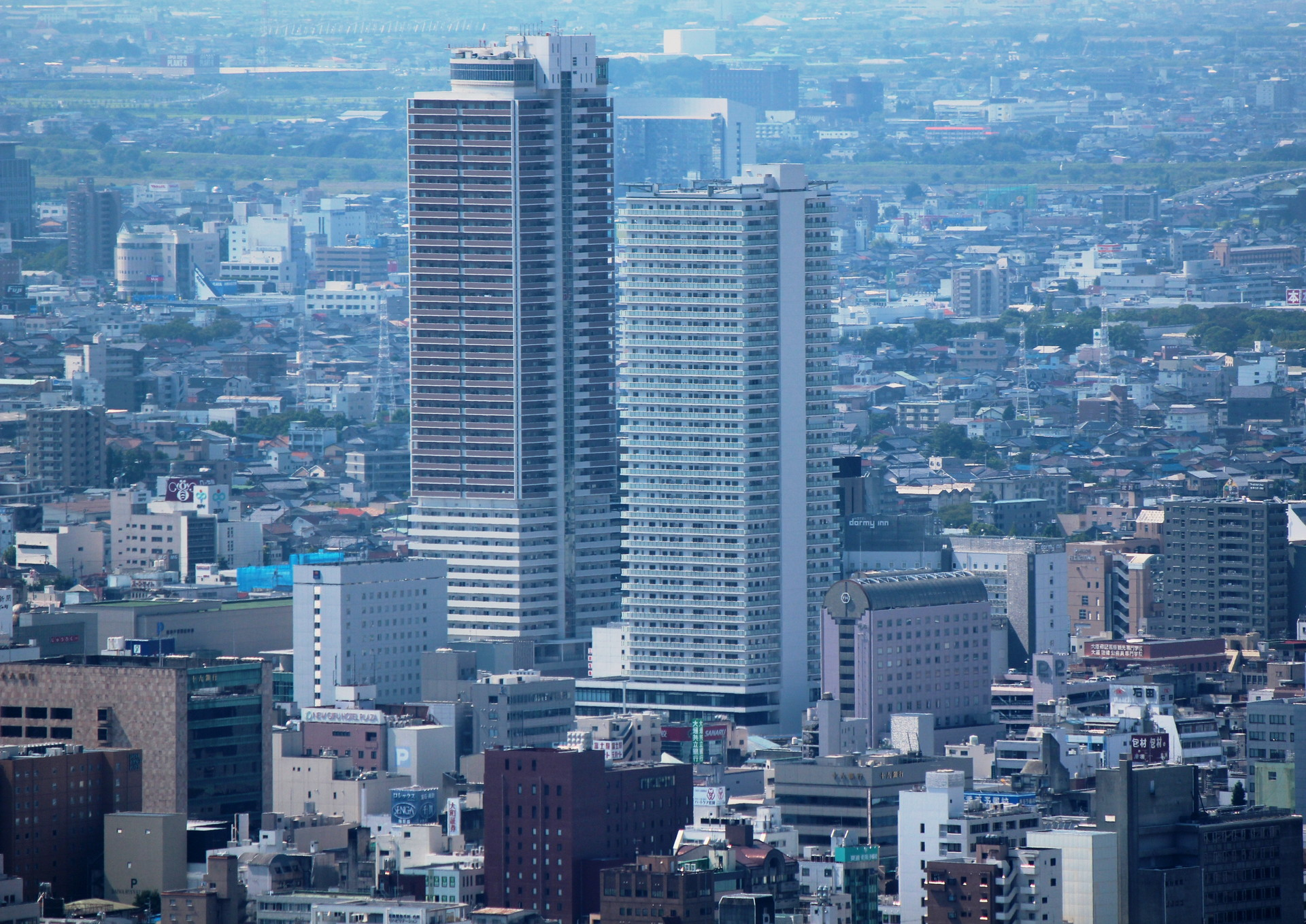
岐阜シティ・タワー43（左）
岐阜スカイウイング37（右）

岐阜シティ・タワー43（ぎふシティ・タワー43、GIFU CITY TOWER 43）は、岐阜県岐阜市橋本町2丁目52番地にある商業・住居複合の超高層ビルである。高さ162.82mで岐阜県で最も高く、超高層マンションとしては中部地方で最も高い。

## 概要
タワーは岐阜市の旧地名「井ノ口」の「井」にちなみ中央が吹き抜け、外観デザインは鵜飼舟を模し、外壁の水平ラインは岐阜提灯をモチーフにしてあり、随所に岐阜を感じるデザインが取り込まれている。
施行者は岐阜駅西地区市街地再開発組合（2009年3月解散）、管理・運営は岐阜シティ・タワー43開発。2004年9月10日から10月29日にかけて、タワー名称の募集を行い「岐阜市にあるという所在性と、43という数字で高層性が明確であり、新しい都市市民の生活空間であることと、岐阜市の新しいランドマークであることがイメージできる名称である」との理由で「岐阜シティ・タワー43」に決定した（応募総数2,178件）。2007年10月13日にオープン。

## 事業概要
- 建築主：岐阜駅西地区市街地再開発組合
- 事業期間：1983年 - 2007年
- 総事業費：150億円（その内の約50億円が補助金。岐阜市は約13億円を支出）
- 起工式：2005年1月8日
- 地区面積：約1.1ha
- 敷地面積：5,412.12m2
- 建築面積：4,623m2
- 延床面積：57,576.36m2
- 階数：地上43階、地下1階、塔屋2階
- 軒高：GL+156.87m
- 高さ：GL+162.82m
- 構造：RC造（一部S造）
- 設計：森ビル都市企画・竹中工務店共同企業体
- 施行：森ビル都市企画・竹中工務店共同企業体

## 用途
- 共同住宅（分譲マンション243戸、高齢者向け優良賃貸住宅108戸）
- 商業施設
- 福祉・医療施設
- 放送局（岐阜放送〈ぎふチャン〉本社・スタジオ）
- 学習塾
- スカイラウンジ
- 駐車場

## 経緯
- 1983年（昭和58年）9月 - 再開発準備会が発足し、大規模小売店の誘致を進める。
- 1987年（昭和62年）7月 - 高度利用地区の都市計画決定。
- 1988年（昭和63年）10月 - 市街地再開発事業の都市計画決定。
- 1989年（平成元年）2月 - 再開発組合を設立。
- 1990年（平成2年）3月 - 大手百貨店三越の子会社「名古屋三越百貨店」が核テナントとして出店を表明する。
- 1992年（平成4年）5月 - バブル崩壊の煽りを受けて三越が出店辞退し、岐阜近鉄百貨店の移転に変更する[5]。
- 1998年（平成10年）7月 - 岐阜近鉄百貨店を運営する京都近鉄百貨店の経営難のため、複合施設案（住宅、商業等）での事業構築検討開始。
- 2002年（平成14年）
  - 08月 - 企業開発提案の募集開始。
  - 10月 - 企業開発提案の採用決定。
- 2004年（平成16年）12月 - 名称が「岐阜シティ・タワー43」に決定[4]。
- 2005年（平成17年）
  - 1月8日 - 起工式が行われ、建築工事が着手される。
  - 5月 - 分譲マンションの分譲を開始。第1期の200戸に対して447件の応募、第2期の43戸に対して142件の応募があり、即日完売だった。平均販売価格は約3,400万円で販売当時の価格帯は1,570万円 - 約1億2,000万円[6]。
- 2006年（平成18年）11月17日 - 上棟式。
- 2007年（平成19年）
  - 9月11日 - 分譲マンション、賃貸住宅の入居開始。
  - 10月1日 - 駐車場供用開始。
  - 10月8日 - 竣工祝賀式典「記念シンポジウム」。
  - 10月13日 - グランドオープン。
    - 10月13日から11月30日まで、岐阜シティ・タワー43「誕城祭」として、初日のグランドオープン式典を皮切りに、10月20日 - 11月18日の土・日曜日に東側広場デッキ上特設ステージにおいてジャズ・フェスティバルやアカペラコンテストなどの催し物、11月30日にJR岐阜駅北口広場一帯においてファイナル・イベントが行われる。

  - 11月11日 - 岐阜放送（GBS、ぎふチャン：独立局）が新社屋での放送を開始。
- 2008年（平成20年）1月31日 - 核テナントの服部家具店が閉鎖（服部家具店の民事再生法申請に伴う営業集約のため）。
- 2009年（平成21年）8月28日 - 岐阜駅前広場内歩行者用デッキの完成に伴い、駅西広場デッキの愛称を「スクエア43（よんじゅうさん）」と決定[7]。
- 2010年（平成22年）3月20日 - 岐阜県、滋賀県で学習塾を展開する東海プロセスサービスが、空きスペースとなっていた1階に志門塾岐阜本部校を開校。
- 2016年（平成28年）8月15日 - 43階無料展望室の来場者数が163万人を達成（ビルの高さである163mにちなむ）[8]。

## フロア構成
- 43階：スカイラウンジ（岐阜市が区分所有[9]）
  - スカイラウンジには展望室と「ゼットン」が出店した展望レストラン「forty three（フォーティースリー）」が開設されている。なお、展望室は一般に無料開放されており、専用エレベーターを利用すれば1階から約45秒で行くことができる。

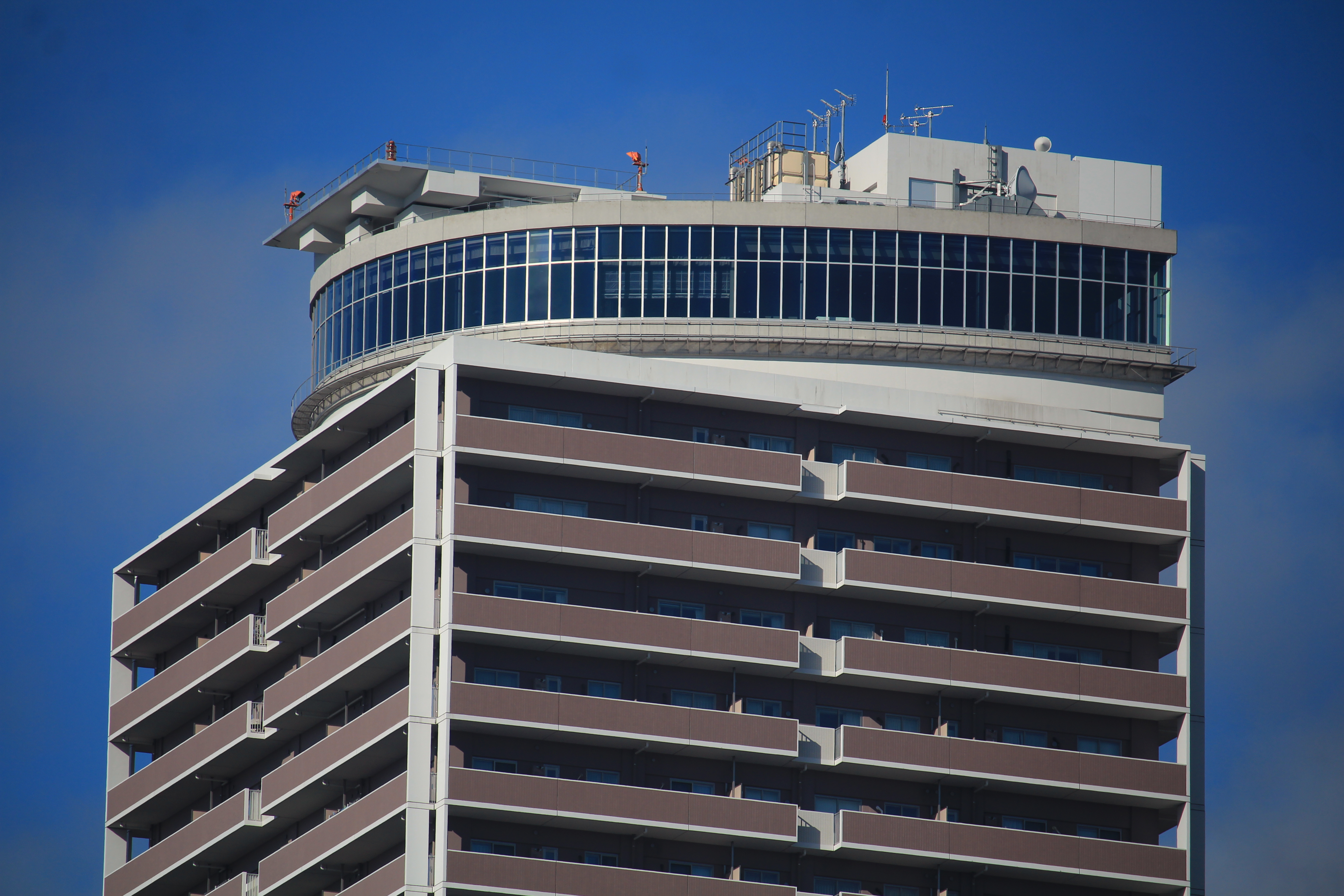
43階にあるスカイラウンジ
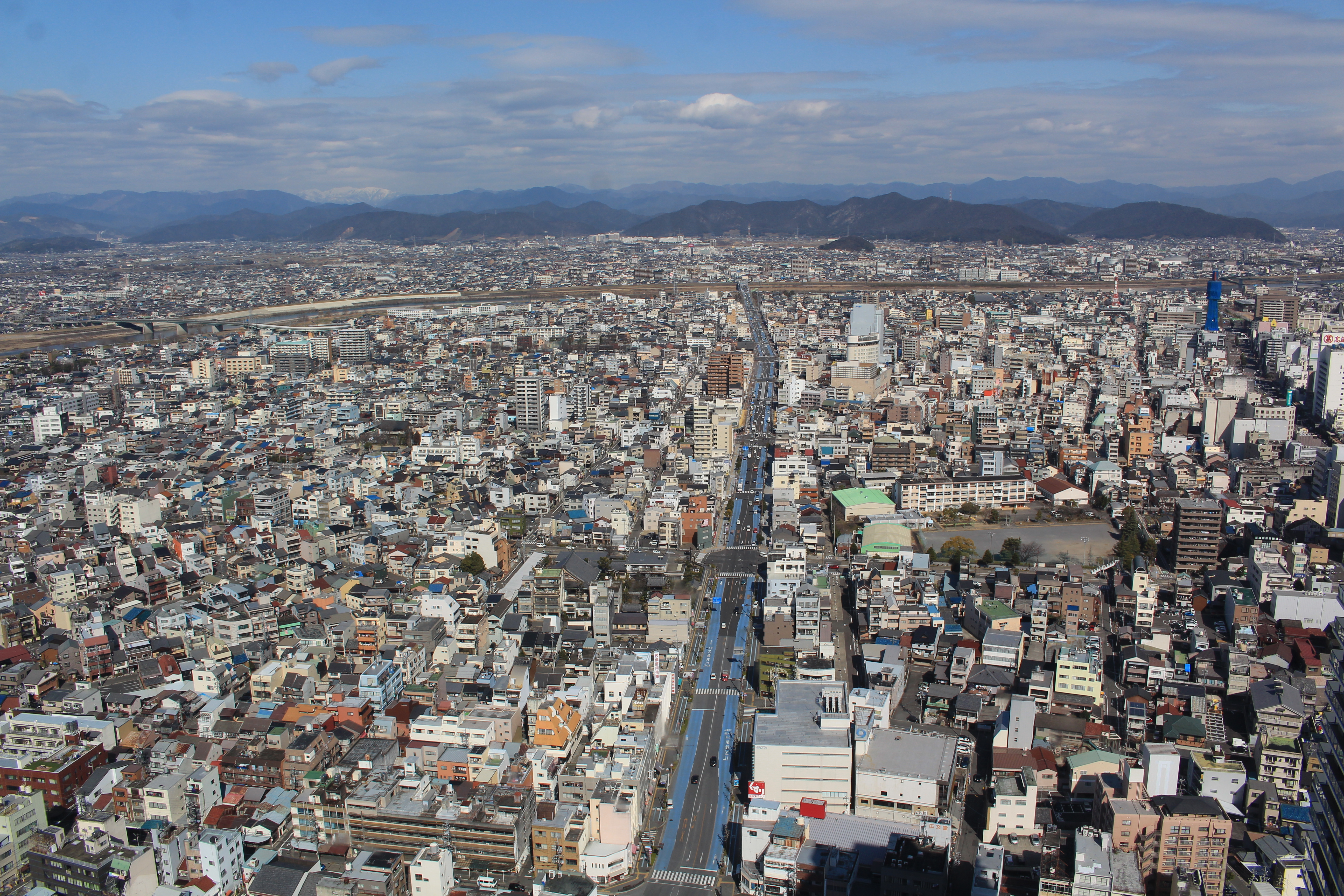
展望室からの忠節橋通りと北側の眺望
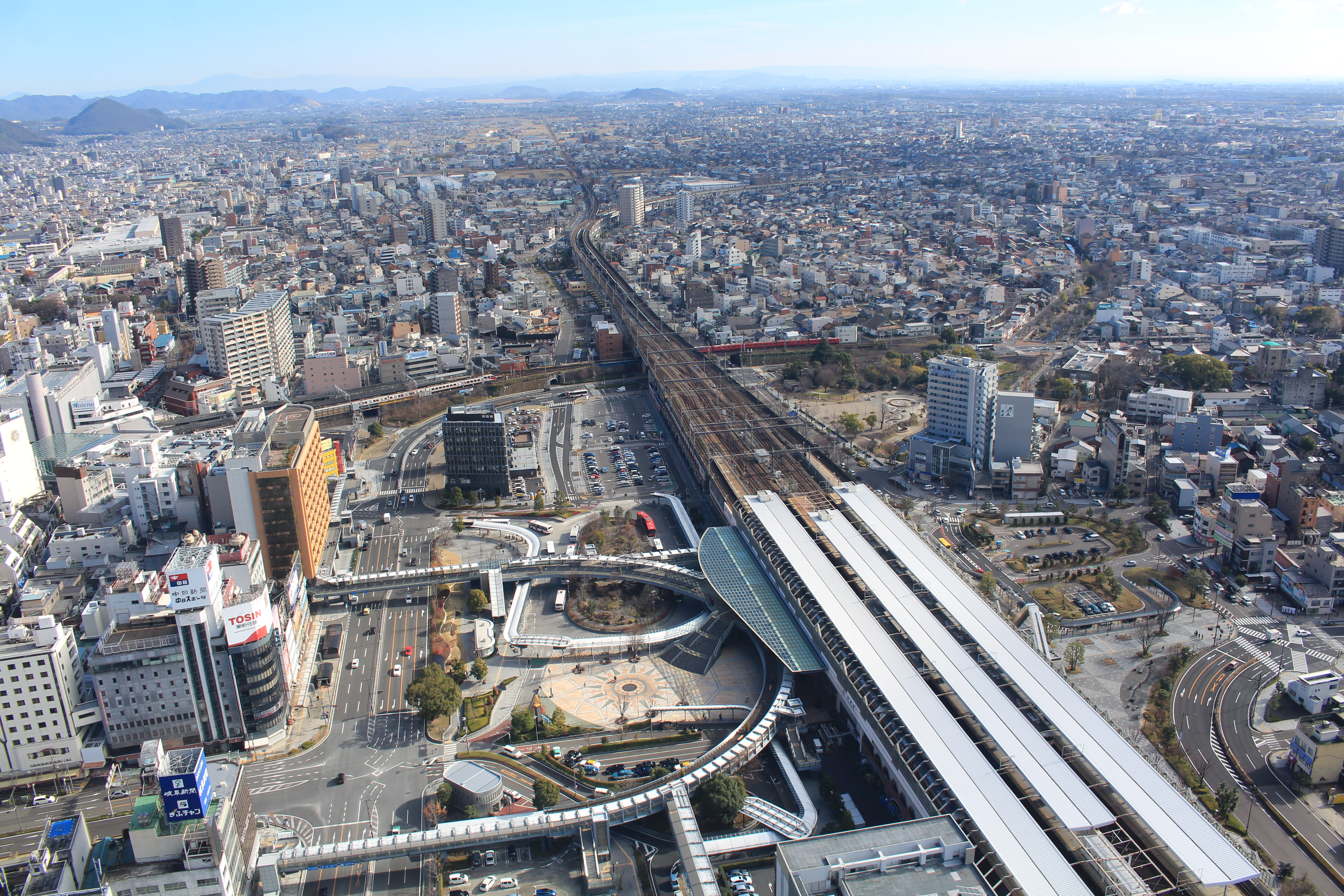
展望室からの岐阜駅と東側の眺望

- 15 - 42階：分譲マンション「スカイアークス」/243戸：専有面積は約18,490m2
  - 事業主体は大和システムとセイキョウホーム。
  - 40 - 42階：「エグゼクティブステージ」/15戸：専有面積は約110m2（2LDK） - 約150m2（4LDK）
  - 29 - 39階：「プレミアムステージ」/88戸：専有面積は約70m2（2LDK） - 約100m2（4LDK）
  - 15 - 28階：「スーペリアステージ」/140戸：専有面積は約50m2（2LDK） - 約80m2（3LDK）
- 6 - 14階：高齢者向け優良賃貸住宅「ラシュールメゾン岐阜」（108戸：専有面積：約5,330m2、岐阜県住宅供給公社）
- 5階：分譲エントランス
- 4階：岐阜放送（ぎふチャン）本社・スタジオ（スタジオの様子は外からも見学可能）
- 3階：医療・福祉施設、賃貸住宅エントランス
- 1階・2階、4階の一部：商業施設（歩行者用デッキでJR岐阜駅と直結）
  - 日々是好日ゾーン：新鮮なライフスタイルを提案するゾーン。
  - 温故知新ゾーン：岐阜の歴史的な街並みをイメージしたゾーン。
  - 2階フロアには、JA全農岐阜が飛騨牛料理「匠味」を出店しており、手頃な価格で本場の飛騨牛料理を堪能できるお店として出張者や観光客の間で話題となっている。
  - 志門塾岐阜本部校
- 地下1階：駐車場（56台、自走式）。隣接の岐阜市営のJR岐阜駅西駐車場と地下通路で接続していて出入口は共有。また、付帯施設としてビル西側にマンション住民用の立体駐車場（192台）がある。

## 周辺高層ビル
- 岐阜スカイウイング37 - 岐阜シティ・タワー43の向かいに建設された高層ビル（地上37階、高さ136m）。2012年（平成24年）8月完成。
- 岐阜イーストライジング24 - JR岐阜駅前広場の反対側に建設された高層ビル（地上24階、高さ95m）。2019年（平成31年）1月完成[10]。
- 岐阜駅北中央東地区、岐阜駅北中央西地区 - 2028年完成目標でツインタワーが建設予定[11][12]。

## その他
最上階を利用した超大型多段型マスダンパーにより、地震発生時の建物の揺れを低減する、日本初の制震システムが採用されている。これは、震度5弱以上の地震が発生した際に、43階スカイラウンジ（約2000トン）と屋上ヘリポート（約200トン）を2段式の多段型マスダンパーとして振動させる物で、この装置により地震時の揺れを最大約2割低減するとされる。

## 参考資料
- 今宮実三郎、牧野章文「岐阜シティ・タワー43」『MENSHIN』第57号、社団法人日本免震構造協会、2007年8月25日、3-6頁。
- 「岐阜シティ・タワー43」『Crec』No.163、財団法人中部産業・地域活性化センター、2008年6月、35-41頁。